# Czetz Antal
Czetz vagy Czecz Antal (Dés, 1801. október 21. – Gáncs, 1865. április 24. vagy 25.) földbirtokos, botanikus. Botanikai szakmunkákban nevének rövidítése: „Czetz”.

## Családja
Az erdélyi örmény Czetz (örményül:'ցեց’, kiejtése: ts’ets’) család leszármazottja. 
Fiatalon árvaságra jutott kereskedő volt, s e pályán 1848-ig tevékenykedett. Fennmaradt sajátkezű jegyzetei szerint 1840. július 6-tól egész életét a füvészetnek szentelte. 1850-ben Désről csendességre vágyó természete magányra ítélte és testvére gyermekének, Czecz Károlynak családja körébe, Gáncsra, Szolnok-Doboka vármegyébe költözött.

## Munkássága
Tudományokkal foglalkozott, kivált a füvészetet tanulmányozta. Leginkább az erdélyi radnai vidéken füvészkedett olyan sikerrel, hogy 1850-től 1854-ig nem kevesebb mint 939 fajjal, 4641 példányszámra szaporította herbáriumát. A füvészkedést később szakértően haláláig folytatta és több külföldi botanikus testület tagjaival levelezett, akiknek kérésére cserepéldányokat küldött. 1854-ben báró Leitnerrel, Janka Viktorral, és Haynald Lajos kalocsai bíborossal is közvetlen levelezést folytatott, akinek több példánnyal szolgált. Becses és terjedelmes növénygyűjteményét, szakszerűen rendezve, az Erdélyi Múzeum-Egyletnek hagyományozta. Mint a dési katolikus egyház buzgó híve, az ottani elemi iskolára szép kiterjedésű birtokát hagyta.
Czecz Antal szárított növényei jegyzéke megjelent az Erdélyi Múzeum-Egylet Évkönyvében, 1873-ban.
Róla nevezték el a Bubleurum Rodnense Czetzi és az Erysimum Czetzianum növényeket.